# Roet (materie)

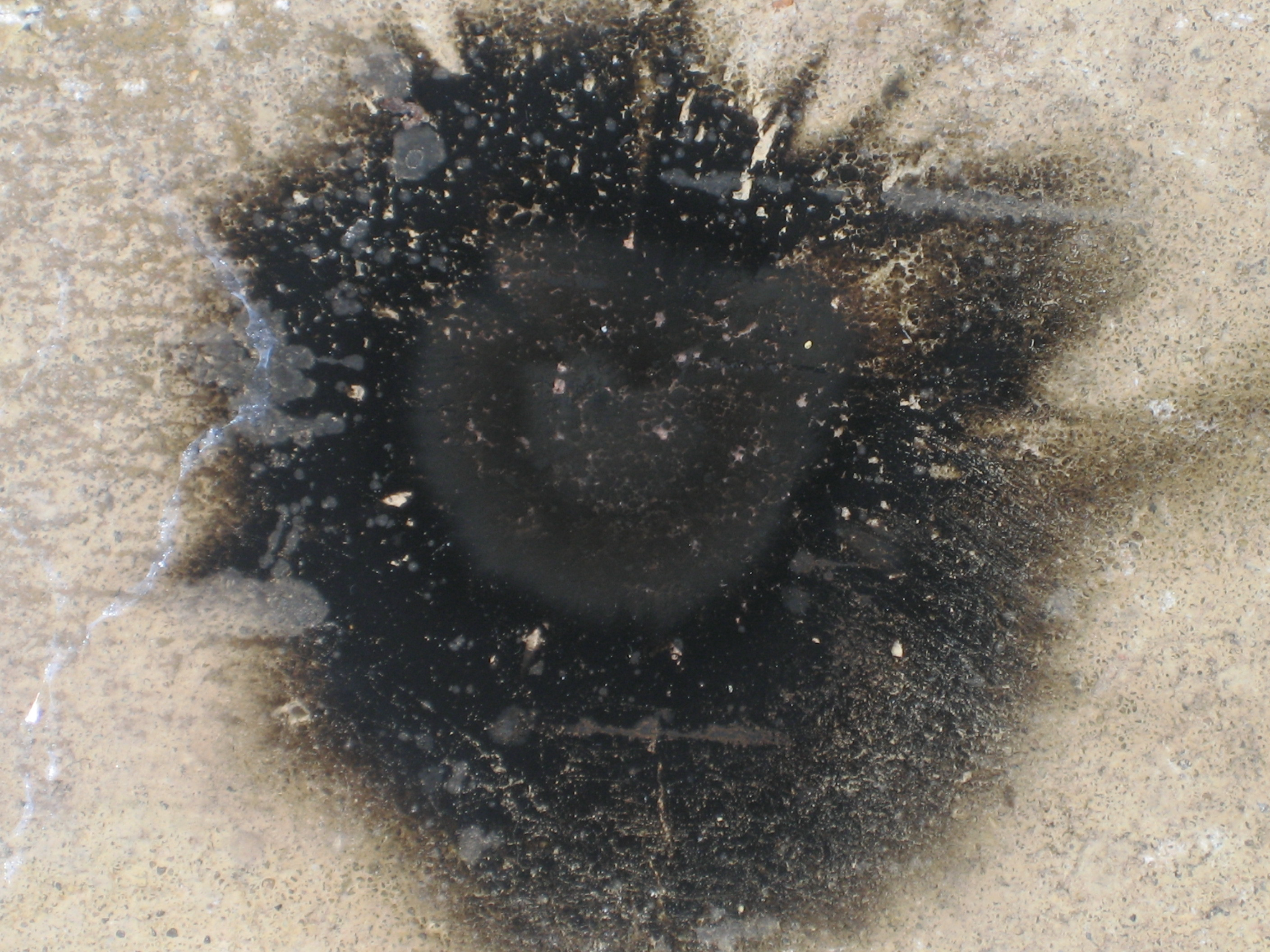
Roet op een steen

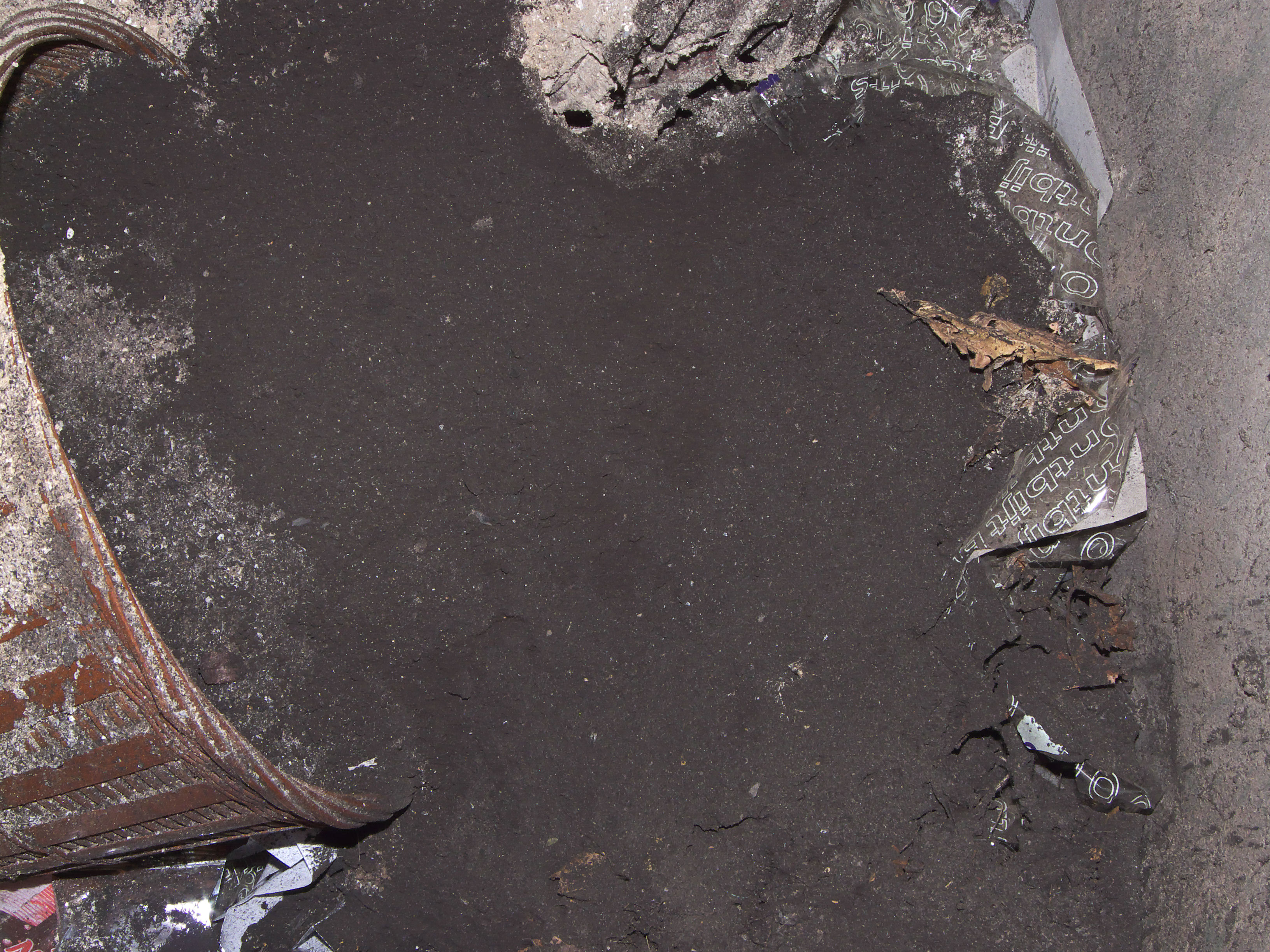
Roet uit een schoorsteenkanaal

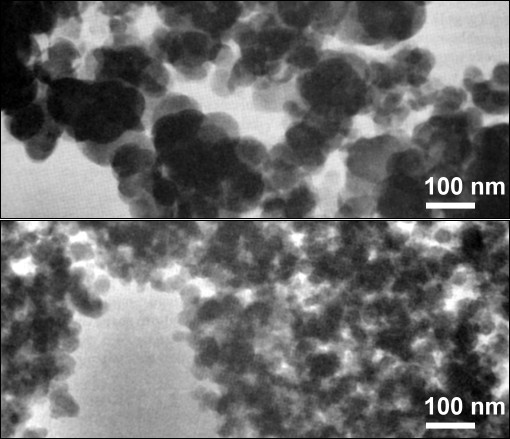
Roet. Boven verwarmingsketelroet, onder kachelpijproet (Transmissie-elektronenmicroscopische afbeelding).

Roet is een stof die ontstaat bij een onvolledige verbranding van koolstofhoudende brandstoffen. Dit kunnen vaste brandstoffen zijn zoals hout of steenkool, of vloeibare brandstoffen zoals benzine en diesel. In mindere mate is er sprake van roetvorming bij aardgas. Roet bestaat voornamelijk uit zeer fijn verdeelde amorfe koolstof maar is als het ontstaat door ongecontroleerde verbranding vaak verontreinigd met polycyclische aromatische koolwaterstoffen (PAK's), een verzameling gevaarlijke en kankerverwekkende stoffen. Daarnaast bevat roet kleine hoeveelheden fullerenen en koolstofnanobuisjes.
In de context van luchtverontreiniging wordt roet ook wel elementair koolstof ("C") of zwarte rook genoemd. Oppervlaktes waar roet op ligt, zoals sneeuw, absorberen meer zonlicht. Dit draagt bij aan de opwarming van de Aarde.

## Productie
Roet kan zowel met opzet geproduceerd worden voor diverse toepassingen, als onopzettelijk vrijkomen bij onvolledige verbranding. De gebruikelijke naam is dan carbon black.
Zowel de industrie, transportsector als huishoudens veroorzaken roet. Bij de meeste huishoudens is de verwarming de grootste bron van roetvorming. Ook dieselmotoren produceren veel roet, dat bij gebruik in voertuigen tegenwoordig vaak wordt afgevangen met een roetfilter in het uitlaatsysteem.

## Metingen
Roet wordt gemeten in de buitenlucht en bij werkplekken. Voor werkplekken is er een norm. Deze norm is de Diesel Machine Emissies (DME)-norm. Voor roet in buitenlucht bestaat geen norm. Er bestaat ook nog geen meetstandaard, maar hieraan wordt wel gewerkt binnen de Europese Unie. De Europese meetstandaard is al grotendeels gedefinieerd: een kwartsvezelfilter wordt 24 uur bemonsterd volgens de PM2,5-standaard. Van dit filter wordt een gedeelte verhit volgens een bepaald protocol, waarbij koolstof vrijkomt. Wanneer koolstof vrijkomt (met of zonder zuurstof) wordt bepaald of dit koolstof uit organisch (OC) of elementair koolstof (EC) bestaat. In Nederland worden twee protocollen gebruikt; het zogenaamde EUSAAR2 protocol voor analyses ten behoeve van klimaatonderzoek, en het NIOSH protocol, dat wordt toegepast bij de bepaling van de luchtkwaliteit. In Nederland kan men deze analyses laten uitvoeren bij diverse laboratoria.
In Nederland is onderzoek gedaan naar het aandeel van roet in fijnstof. De gemeente Utrecht presenteerde in december 2014 een roetkaart.
In België werden uitgebreide metingen gedaan naar de blootstelling van mensen aan roet. De blootstelling is het hoogst in het verkeer. Tot een derde van de persoonlijke dosis wordt ingeademd tijdens verplaatsingen, gemiddeld dus evenveel als thuis of op andere locaties.
Zowel het gebruikte vervoermiddel, de plaats en het tijdstip van de verplaatsing bepalen de grootte van de blootstelling.